# Степний (Арзгірський район)
Степний (рос. Степной) — селище у Арзгірському районі Ставропольського краю Російської Федерації.
Муніципальне утворення — Арзгірський муніципальний округ. Населення становить 40 осіб.

## Історія
Згідно із законом від 4 жовтня 2004 року № 88-КЗ у 2004—2020 роках муніципальним утворенням була Новоромановська сільрада.

## Населення
| 1989 | 2002 | 2010 | 2014 |
| ---- | ---- | ---- | ---- |
| 139  | ↘48  | ↘29  | ↗40  |